# تاتیانا هاکوبیان
تاتیانا ایوانی هاکوبیان (ارمنی: Տատյանա Իվանի Հակոբյան؛ انگلیسی: Tatiana Hakobyan ۷ فوریهٔ ۱۹۲۹) یک بازیگر، کاگردان نمایش، نقاش اهل ارمنستان است. وی بین سال‌های - تا - میلادی فعالیت می‌کرد.

## زندگی‌نامه
وی در ۷ فوریه ۱۹۲۹ در سالونیک به دنیا آمد و از آکادمی دولتی هنرهای زیبای ارمنستان (۱۹۵۲) فارغ‌التحصیل شد. وی در فرهنگستان دولتی تئاتر سوندوکیان (۱۹۵۲) فعالیت می‌کند. وی همچنین برندهٔ جوایزی همچون هنرمند شایسته ارمنستان شوروی شده است.